# Ivar Widner

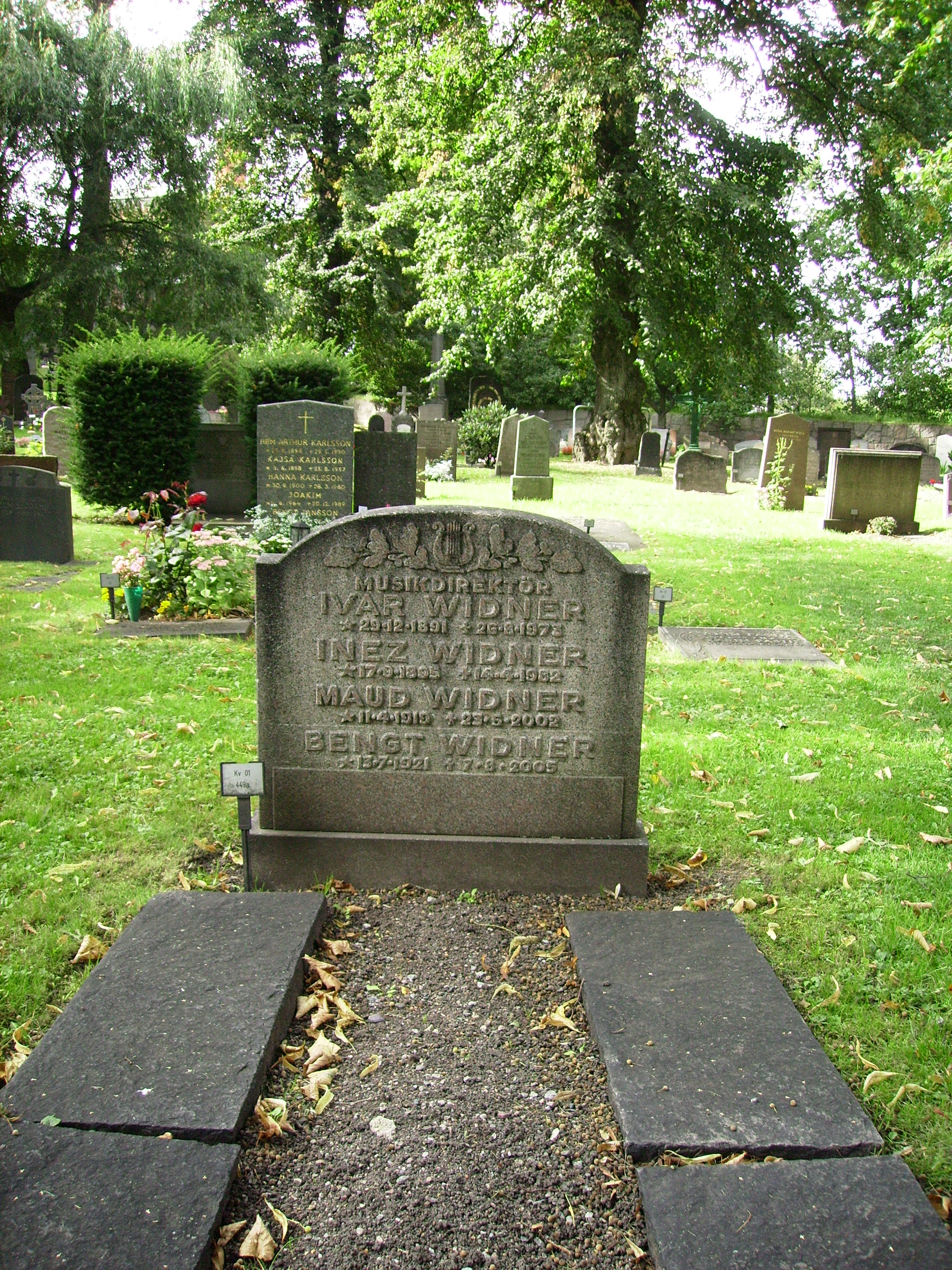
Ivar Widners gravvård på Galärvarvskyrkogården i Stockholm.

Ivar Fredrik Widner, född 29 december 1891 i Kolsva bruk i Bro socken, Västmanland, död den 26 augusti 1973 i Farsta, var en svensk kompositör, dirigent och militärmusiker.
Widner var son till en valsmästare. Han blev trumslagare 1905 vid Västmanlands regemente under Otto Trobäck, trots att fadern ville att han skulle gå i dennes fotspår och bli smed. Fadern, som var amatörmusiker och ledde en bruksmusikkår, hade emellertid intresserat honom för musiken. Widners huvudinstrument blev trumpet, och han blev musikvolontär 1907, musikkorpral 1909, musikdistinktionskorpral 1911 och musiksergeant 1915. Han hade från 1909 studerat vid Musikkonservatorielt och avlade militär musikdirektörsexamen 1915.
Widner var musikdirektör vid Norrbottens regemente 1916–23, Hälsinge regemente 1923–32, Flottans musikkår i Stockholm 1932–47 och ledare för Par Bricoles sångkör 1933–64. Han invaldes i Kungliga Musikaliska Akademien 1971 (nr. 752) och var riddare av Kungl. Vasaorden. Han har tilldelats Pro Musica Militare, RSAO:s förtänstmedalj (numera Sveriges Orkesterförbund) och många fler utmärkelser.
Som kompositör komponerade han omkring 135 verk, förutom sånger för solo, kvartett och kör, kantater och danser ett drygt 30-tal marscher. (Obs att nämnda opusnummer icke är kompositörens.)
Vid sidan av sin militära tjänst och efter pensioneringen ledde han många civila orkestrar och körer, såsom Västmanlands läns sångarförbund, Bodens orkesterförening och sångarförbund (1918–23), Luleå musiksällskap (1920–22), Norrbottens sångarförbund (1918–23), Gävleborgs läns sångarförbund (1926–32), Orfeuskören (1935–49), Stockholms sångarförbund (1940–48, förste förbundsdirigent), Par Bricoles kör (1933–64, förste koralintendent), Skansens koralkör, Marthakören, Stockholms promenadorkester (1948) och Svenska Sångarförbundet (1955–58, andre förbundsdirigent).